# Intrepido (torpilleur)
Pour les articles homonymes, voir Intrepido.
Le Intrepido (fanion « IT ») était un torpilleur italien de la classe Ciclone lancé en 1943 pour la Marine royale italienne (en italien : Regia Marina). 

## Construction et mise en service
Le Intrepido est construit par le chantier naval Cantieri Navali del Tirreno Riuniti de Riva Trigoso en Italie, et mis sur cale le 31 janvier 1942. Il est lancé le 8 septembre 1943 et est achevé par les allemands et mis en service en 1944 dans la Kriegsmarine.

## Histoire du service
Unité moderne de la classe Ciclone, conçue spécifiquement pour escorter les convois le long des routes dangereuses vers l'Afrique du Nord, le torpilleur Intrepido n'est jamais entré en service pour la marine italienne : l'armistice de Cassibile est annoncé le 8 septembre 1943, le jour même du lancement du navire, qui est alors immédiatement capturé par les troupes allemandes de la Wehrmacht,.
Renommé TA 25, il est achevé et incorporé à la Kriegsmarine, entrant en service en 1944,.
Le 21 juin 1944, le Intrepido est torpillé par des torpilleurs britanniques au sud-ouest de Viareggio et, irrémédiablement endommagé, il doit être abandonné et achevé par les torpilles d'un autre torpilleur ex-Italien, le TA 29 (ex Eridano), qui coule à la position géographique de 43° 49′ N, 10° 12′ E. D'autres sources indiquent que le TA 25 a été coulé par des torpilleurs britanniques le 15 juillet 1944, au large de La Spezia.

### Commandants
- Capitaine de corvette (Capitano di corvetta) Corrado Fucci (né le 5 février 1910) (non en service)